# Pocześle
Pocześle – wieś w Polsce położona w województwie lubelskim, w powiecie opolskim, w gminie Józefów nad Wisłą.
W latach 1975–1998 miejscowość administracyjnie należała do ówczesnego województwa lubelskiego.
Wieś jest sołectwem w gminie Józefów nad Wisłą. Według Narodowego Spisu Powszechnego z roku 2011 wieś liczyła 131 mieszkańców. Sołectwo obejmuje 121,15 ha gruntów.

## Historia
Według spisu powszechnego z roku 1921 Pocześle kolonia w gminie Rybitwy posiadała 19 domów i 127 mieszkańców
W roku 1967 obecna wieś występuje w spisie miejscowości jako kolonia w gromadzie Mazanów.
W roku 1914 na terenach między wioską Pocześle a sąsiednią wśią Basonią odkopano kilkusetkilogramowy skarb surowego bursztynu i bursztynowych paciorków pochodzący z V wieku.